# Бохан
Бохан (шотл. гел. bòcan) — пустотливий Хобгоблін, який іноді поселяється до людей в будинок, зустрічається у фольклорі жителів гірської Шотландії. Він викидає досить жорстокі жарти, але часом і допомагає людям.

## Історія
За віруваннями, є історія про те, що в будинку одного шотландця оселився Бохан. Він сильно дошкуляв господареві, однак ніколи не відмовлявся допомогти в роботі по дому. Вони навіть частенько билися — наприклад, коли Бохан викрав у фермера кращий носовичок. Фермер пішов розшукувати Бохана. Той сидів край дороги і тер хустку каменем. «Добре, господар. Добре, що ти прийшов. Якби я протер дірку в хустці, ти б помер. Але так просто ти його не отримаєш. Доведеться битися». У бійці фермер відібрав хустку. Потім в будинку скінчилися дрова, а снігу випало стільки, що до лісу не дійти. Раптом пролунав глухий удар, і на поріг дому впала зрубана Боханом береза.